# Cung điện Steinhagen ở Włocławek
Cung điện Steinhagen ở Włocławek (tiếng Ba Lan: Pałac Steinhagena we Włocławku) là một cung điện lịch sử, tọa lạc ở số 2 Phố Stanisława Bechiego, Włocławek, Kujawsko-Pomorskie, Ba Lan.

## Lịch sử
Cung điện Steinhagen ở Włocławek được xây dựng trong giai đoạn 1923-1925. Cung điện là nơi sinh sống của Feliks Aleksander Steinhagen. Feliks Steinhagen là thiếu úy trong lực lượng dự bị của Quân đội Ba Lan, sĩ quan của Trung đoàn bộ binh 14 "Pomorze" và là một trong những nhân vật anh dũng trong Chiến dịch tháng 9 năm 1939. Ông bị thương nặng trong Trận Bzura và qua đời vào ngày 12 tháng 10 năm 1939 tại nhà riêng. Năm 1999, ông được Tổng thống Ba Lan Aleksander Kwaśniewski truy tặng Huân chương "Tham gia chiến tranh phòng thủ năm 1939" (Medal „Za udział w wojnie obronnej 1939").
Trong nhiều năm, một trường mẫu giáo và một khu nhà dân cư đặt trụ sở trong cung điện. Trong giai đoạn từ tháng 7 năm 2008 đến tháng 6 năm 2009, cung điện được xây dựng lại nhằm chuyển đổi thành văn phòng và phòng hội thảo. Sau đó, khu vườn trong cung điện được hiện đại hóa và đài phun nước từng có ở đây cũng được xây dựng lại.